# Kasbah de Tunis
La kasbah de Tunis, parfois orthographiée casbah ou qasba selon différentes translittérations de l'arabe, est un quartier de Tunis, capitale de la Tunisie. À l’origine citadelle fortifiée au sein de la vieille ville, d’où son appellation de « citadelle », elle est le symbole et le siège du pouvoir tout au long de son existence jusqu’à nos jours.
Les médias utilisent, par métonymie, l'expression « la kasbah », pour désigner les services de la Présidence du gouvernement.

## Situation géographique
La kasbah est adossée contre le flanc ouest de la médina de Tunis qu’elle domine. La kasbah se trouve ainsi en hauteur par rapport à elle et son altitude est d’une trentaine de mètres alors que Bab Bhar à l’extrémité est de la médina est à 7 mètres. 
Au nord-ouest se trouvent des collines où des forts (borj en arabe), datant du XVIe siècle et faisant partie d’un réseau de places fortes bâties autour de Tunis pour sa défense, sont toujours debout. Les plus proches sont borj Filfel et borj Zouara sur la colline de la Rabta aujourd'hui urbanisée. Au sud-ouest, la kasbah surplombe l’étendue d’eau de la Sebkha Séjoumi. Au sud de la kasbah se trouve la colline d’El Gorjani, partie intégrante du faubourg sud de Bab Mnara.
L’urbanisation des zones environnantes a commencé dès la première moitié du XXe siècle. On trouve ainsi le quartier de Mellassine à l’ouest, sur les contreforts descendants vers la sebkha, et celui d’Ennajeh au sud-ouest.

## Histoire

### Période antique
La kasbah occupe l’emplacement de l’antique Tunes d’après les historiens. D’après Polybe et Tite-Live, Tunes était défendu « par la nature » à savoir son altitude doublée aussi de remparts.

### Période médiévale

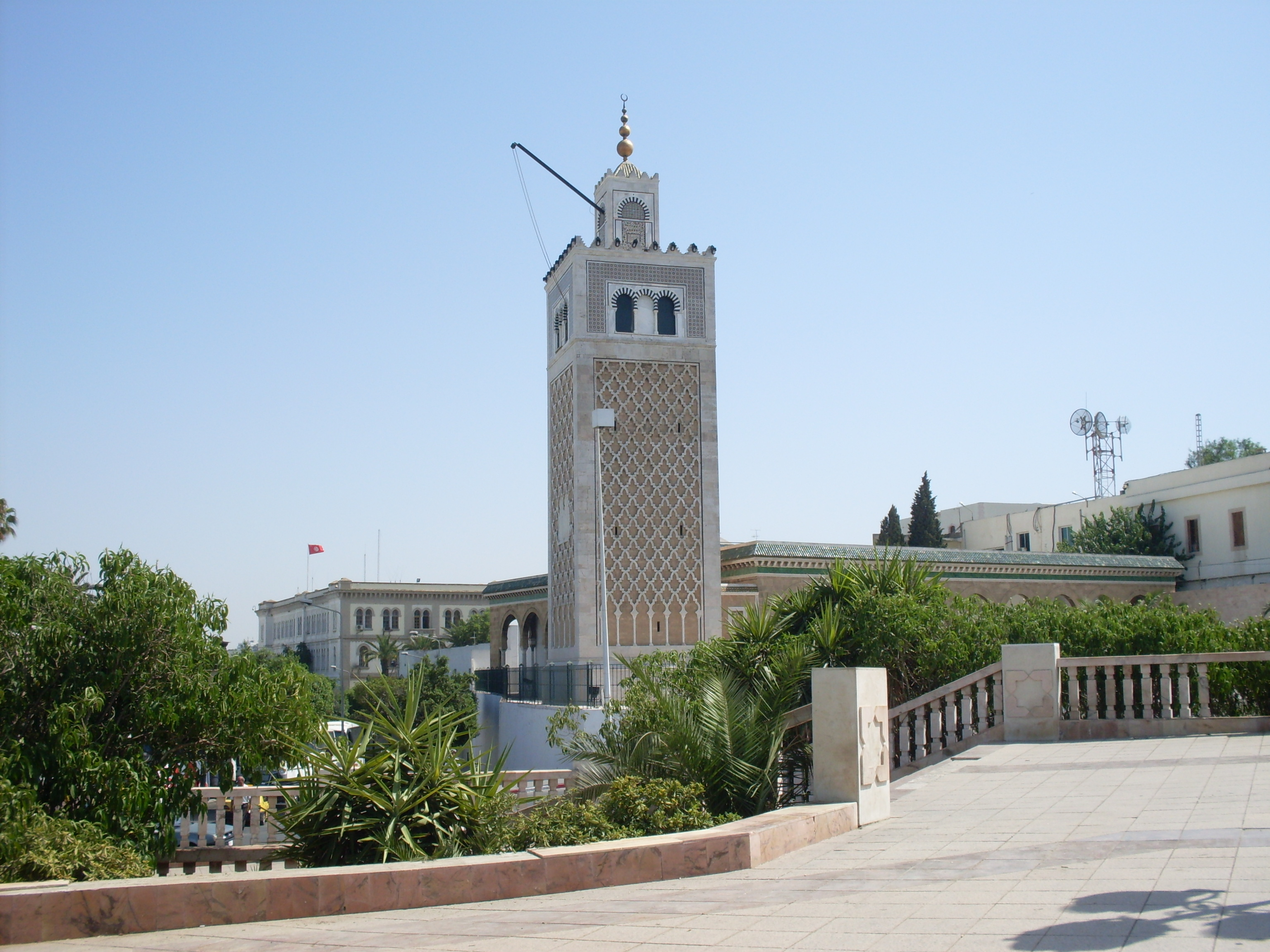
Mosquée de la Kasbah

La kasbah était une citadelle fortifiée et avait deux fonctions intiment liées : politique et militaire.
La première kasbah est construite sous les Aghlabites d’après plusieurs historiens dont Ibn Abi Dinar. Ainsi d’après le chroniqueur du XVIe siècle Ibn Naji, la construction de la kasbah revient à l’émir aghlabite Ziadet-Allah II (863-864) mais il est plus probable qu’elle date de son prédécesseur Aboul-Ibrahim Ahmad (856-863).
La kasbah était ensuite la résidence des gouverneurs nommés par les Fatimides et les Zirides après eux. La dynastie des Khourassanides y résident jusqu'à ce qu'ils se construisent un palais dans la médina dont le seul vestige est la mosquée El Ksar, littéralement la « mosquée du château ». Tout au long de la période Almohade, les gouverneurs nommés par le calife y siégèrent aussi,,.
Avec l’avènement des Hafsides au début du XIIIe siècle, la citadelle est entièrement reconstruite sur de nouveaux plans en 1231 par le sultan Abû Zakariyâ Yahyâ,.
Outre ses hautes murailles, la citadelle royale avait deux portes,, l’une donnant sur la médina appelée Bab Intajmi, et l’autre sur la campagne appelée Bab al-Ghadr, signifiant littéralement la porte de la Trahison ou plutôt la porte dérobée car d'usage exclusivement militaire.
Les nouveaux maîtres construisent deux palais, l’un pour les audiences et les réunions de leur conseil et l’autre pour leur appartements privés, ainsi qu’une caserne pour leurs gardes personnels et les soldats chargés de la défense de la kasbah.
Sous les Hafsides, la kasbah n’a pas connu d’autres travaux à part ceux d’Al-Muntasir qui relia la citadelle aux jardins de Ras-Tabia par une allée bordée de hauts murs,,,. Il a également construit dans l’avant-cour du palais un imposant pavillon d’appart[Quoi ?], appelé Kubbat al-acharek, pour recevoir l’hommage de ses sujets et passer ses troupes en revue.
La mosquée de la Kasbah, achevée en 1235 pour l’usage de la cour du sultan, est le seul vestige qui subsiste de cette kasbah médiévale.

### Période ottomane

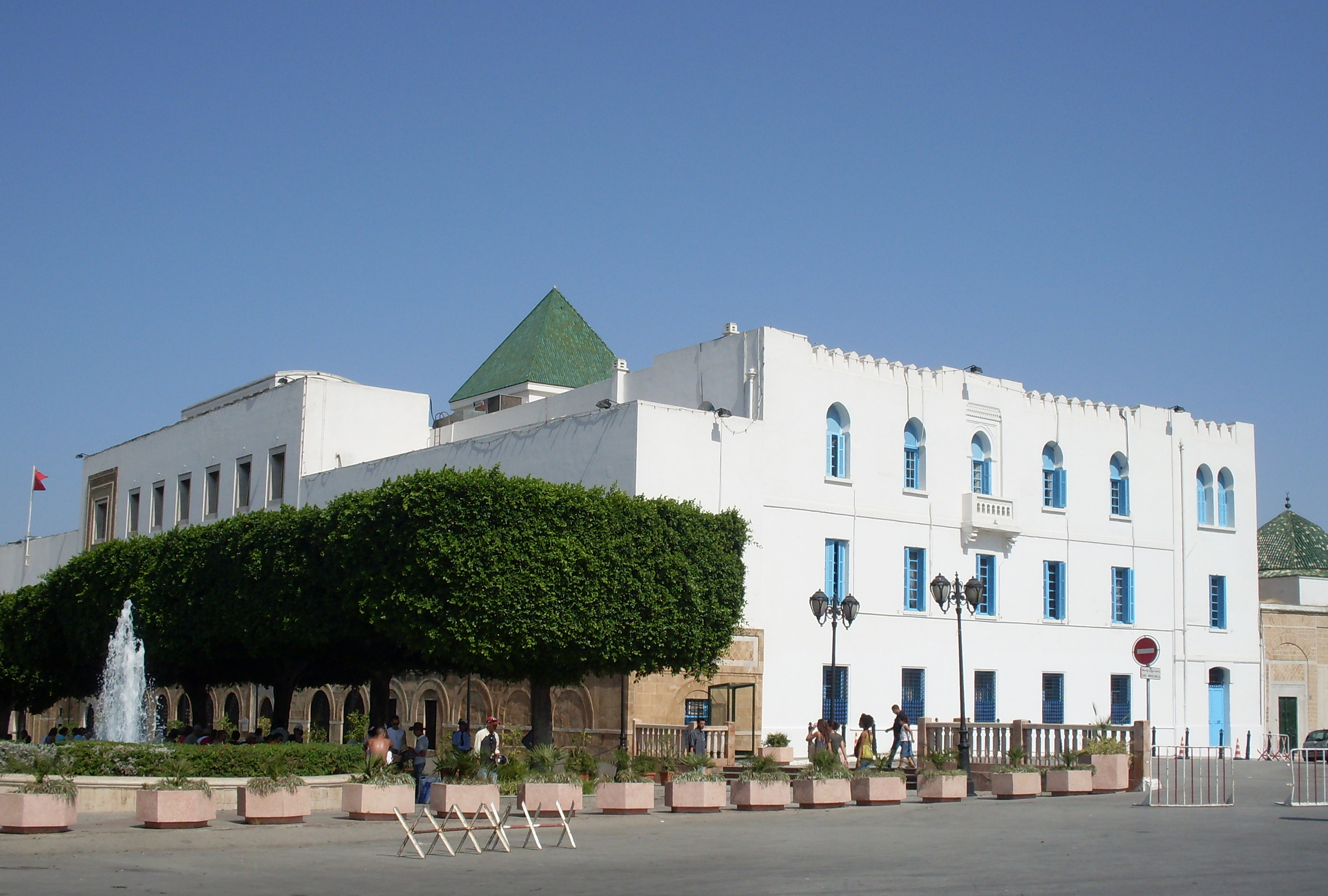
Dar El Bey

La période ottomane est caractérisée par les luttes de pouvoirs entre plusieurs personnages à savoir principalement le dey et le bey jusqu'à l'affermissement de la dynastie husseinite. Le rapport des différents maîtres de Tunis à la kasbah illustre leur position dans la ville et la régence. En outre, la milice turque s'y est naturellement établi dès le début de la tutelle ottomane et jouera un rôle incontournable dans les luttes de pouvoir.
Ainsi au début de l’ère ottomane, le pacha-gouverneur, représentant direct du Sultan ottoman, réside à la kasbah à l’image des anciens maîtres de la ville après avoir réparé ses remparts endommagés par les combats entre les turcs et les espagnols lors de la conquête de Tunis en 1574. Le dey, général de la milice et désormais chef incontestable de Tunis, prend ensuite la place du pacha, y élit domicile à partir de Youssef Dey et y exerce son pouvoir en recevant les audiences et en réunissant son conseil du début du XVIIe siècle jusqu'au début du siècle suivant,. Le pacha, quant à lui, réside dorénavant dans un palais appelé Dar el-Pacha dans la partie haute de la Médina.
D’après Laurent d’Arvieux, la kasbah, appelée le « château » par les voyageurs européens, est partagée entre le Dar el-Dey qui comprend les appartements du dey et ses salles d’audience d’une part et les casernes de la garde du dey d'autre part. Les deux portes de la période hafside y subsistent toujours.
Avec l’avènement de la puissance des beys à travers la dynastie mouradite, un nouveau palais juxtaposant la kasbah est édifié sous Hammouda Pacha Bey au XVIIe siècle. Il s'agit du Dar el-Bey qui prendra de plus en plus d'importance avec la place grandissante du bey.
Dès les débuts de la dynastie husseinite, un autre palais est achevé sous Ali Pacha qui est le seul à y avoir habité et la citadelle abrite toujours garnison et entrepôts d’armes sous l’autorité de l’agha,. Le pouvoir militaire qui y réside correspond au redoutable divan des janissaires qui continue à avoir un poids important jusqu'à sa dissolution en 1828.
Les beys husseinites préfèrent résider au Bardo mais Dar el-Bey symbolise néanmoins la présence de l'autorité centrale à Tunis. Il accueille ainsi régulièrement le bey, ses hôtes et diverses cérémonies officielles et religieuses .
Un palais, sûrement celui de Dar el-Dey, est rasé vers 1830 car il tombait en ruine.

### Période coloniale
Sous le protectorat français, les témoignages signalent la présence d'une grande quantité de vestiges à la kasbah qui va désormais abriter une caserne pour les forces coloniales. Le Dar-el-Bey voisin devient le siège du grand vizir et de la Chancellerie beylicale dès 1882.  
D’après les témoignages, photos et guides de l’époque, on pouvait voir Tunis et toute sa région depuis les remparts de la kasbah.

Vue des imposantes fortifications de la kasbah (en haut à droite) depuis Tunis en 1889-1890
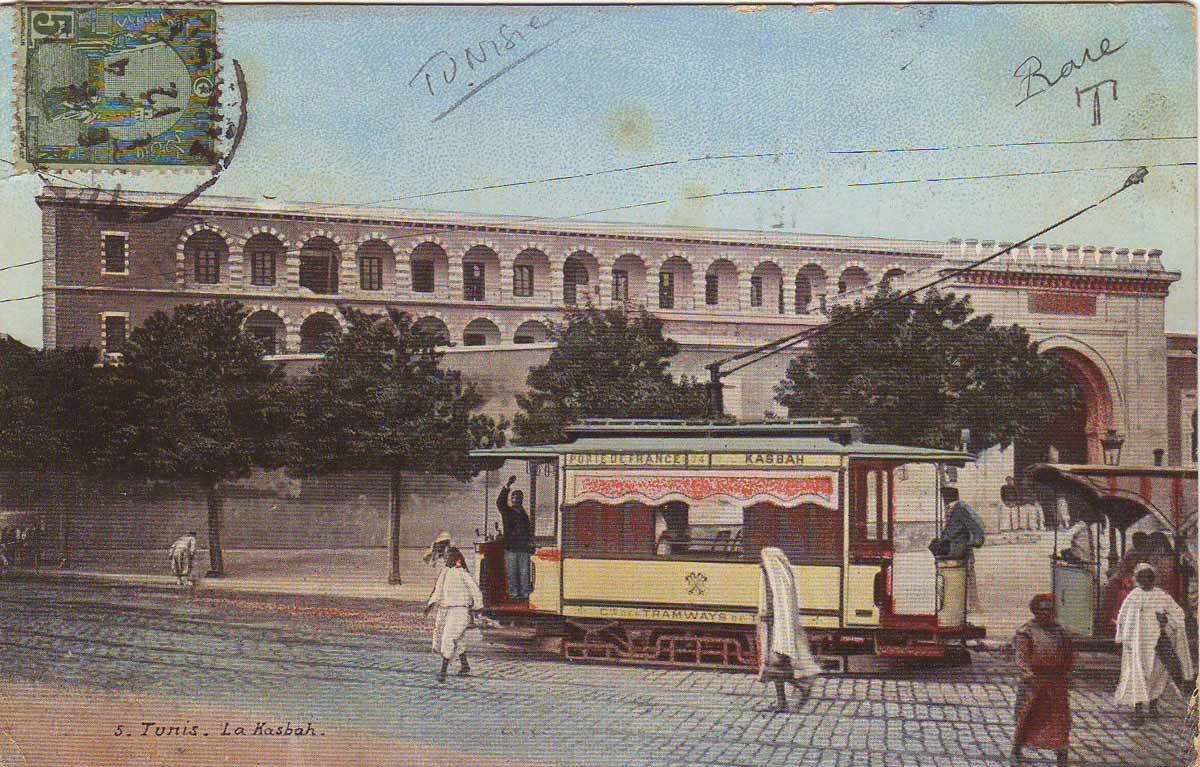
L'entrée principale de la kasbah à droite et l'un des bâtiments de la caserne aujourd'hui disparue
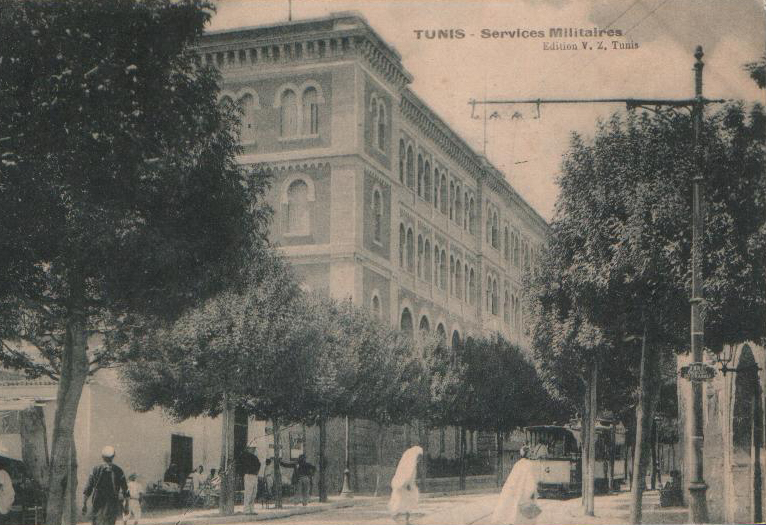
Les services militaires français aujourd'hui occupés par les services du ministère de la Défense
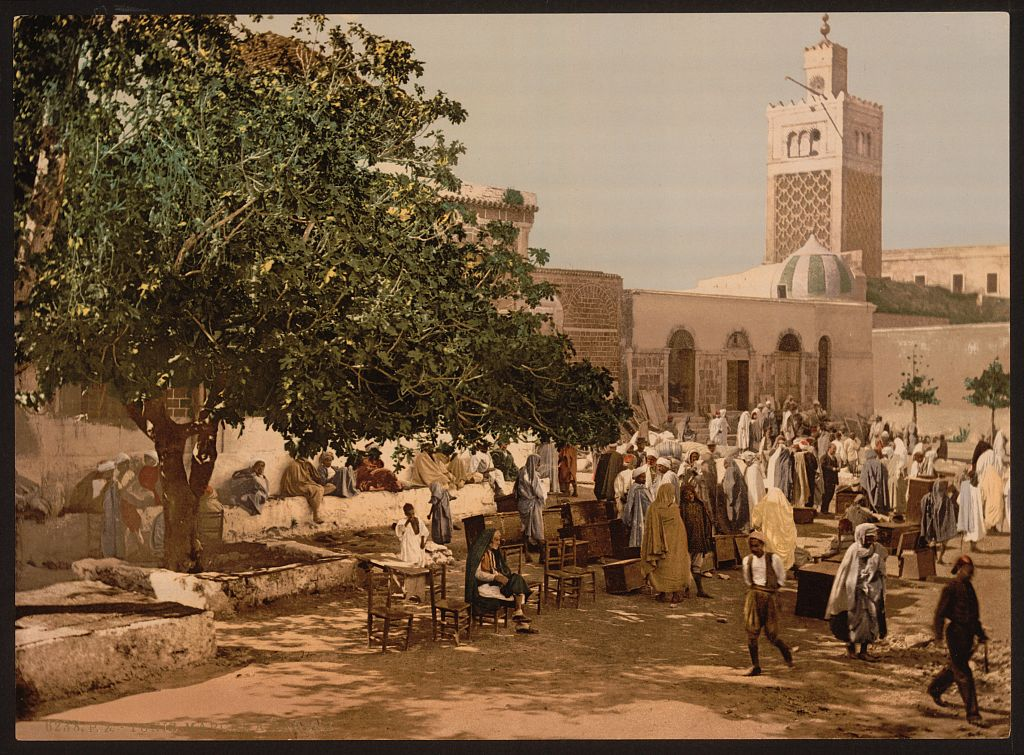
Marché de la Kasbah avec sa mosquée en arrière-plan

A la fin des années 1950, le nouveau gouvernement indépendant tunisien décide de démolir de nombreux bâtiments ainsi que la partie encore subsistante des remparts de la kasbah pour construire un nouvel ensemble urbain.

## La kasbah contemporaine
Le quartier de la Kasbah a une superficie de 29 hectares et concentre énormément d'institutions publiques du pays, d’où son surnom de quartier des ministères. 
L'organisation spatiale du quartier s'organise autour de deux places séparées par l’axe nord-sud des boulevards Bab-Menara et Bab-Bnet. 
A l'ouest se trouve la place de la Kasbah, qui accueille en son centre un monument commémoratif appelé Monument national et qui constitue l’espace central autour duquel gravitent de nombreux édifices : 
- Le collège Sadiki, le plus ancien établissement éducatif du pays créé en 1875 ;
- La cour d'appel de Tunis ;
- L'hôpital Aziza Othmana, qui occupe l'emplacement de la caserne Qishla des Bchamkia depuis 1879 ;
- L’hôtel de ville de Tunis, inauguré en 1998 à l'emplacement du siège du Néo-Destour, longtemps parti unique ;
- Le mausolée de Farhad Hached, inauguré en 2002 et accueillant les restes d'une figure du mouvement national tunisien ;
- Le ministère de la Culture ;
- Le ministère de la Défense ;
- Le ministère de l’Éducation ;
- Le ministère de la Justice ;
- La mosquée de la Kasbah, construit en 1235 et le plus ancien monument de la kasbah ;
- Le palais de justice de Tunis, construit en 1900 ;
- le tribunal cantonal de Tunis.

En face de la place de la kasbah se trouve à l'est la place du gouvernement, autour de laquelle se situent :
- Le Dar el-Bey, siège du chef du Gouvernement ;
- Le ministère des Finances ;
- Le ministère des Affaires religieuses ;
- Le ministère de la Fonction publique.

La kasbah est en outre séparée des quartiers extérieurs à l'ouest par le boulevard du 9-avril-1938, construit sur l'emplacement des anciens remparts.
Des anciennes installations militaires historiques, il subsiste encore un bastion de l’ancien rempart à la rue du 2-mars-1934. Il s’agit en fait d’une partie d’un grand ouvrage en forme de corne qui renforçait la citadelle à l’ouest et qu’on peut aisément reconnaître sur les anciens plans de Tunis.
Quant à la porte extérieure de la kasbah qui avait pour dernier nom Bab Sidi Abdallah Chérif, seul un carrefour perpétue encore son souvenir.

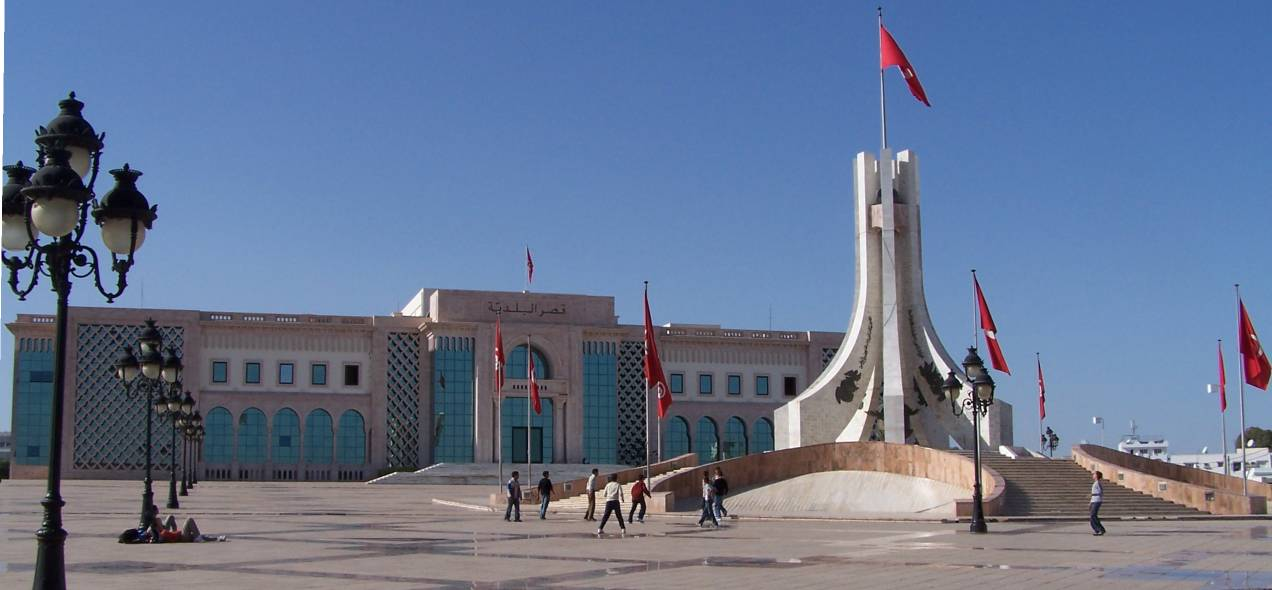
Place de la Kasbah avec le monument national et l'hôtel de ville
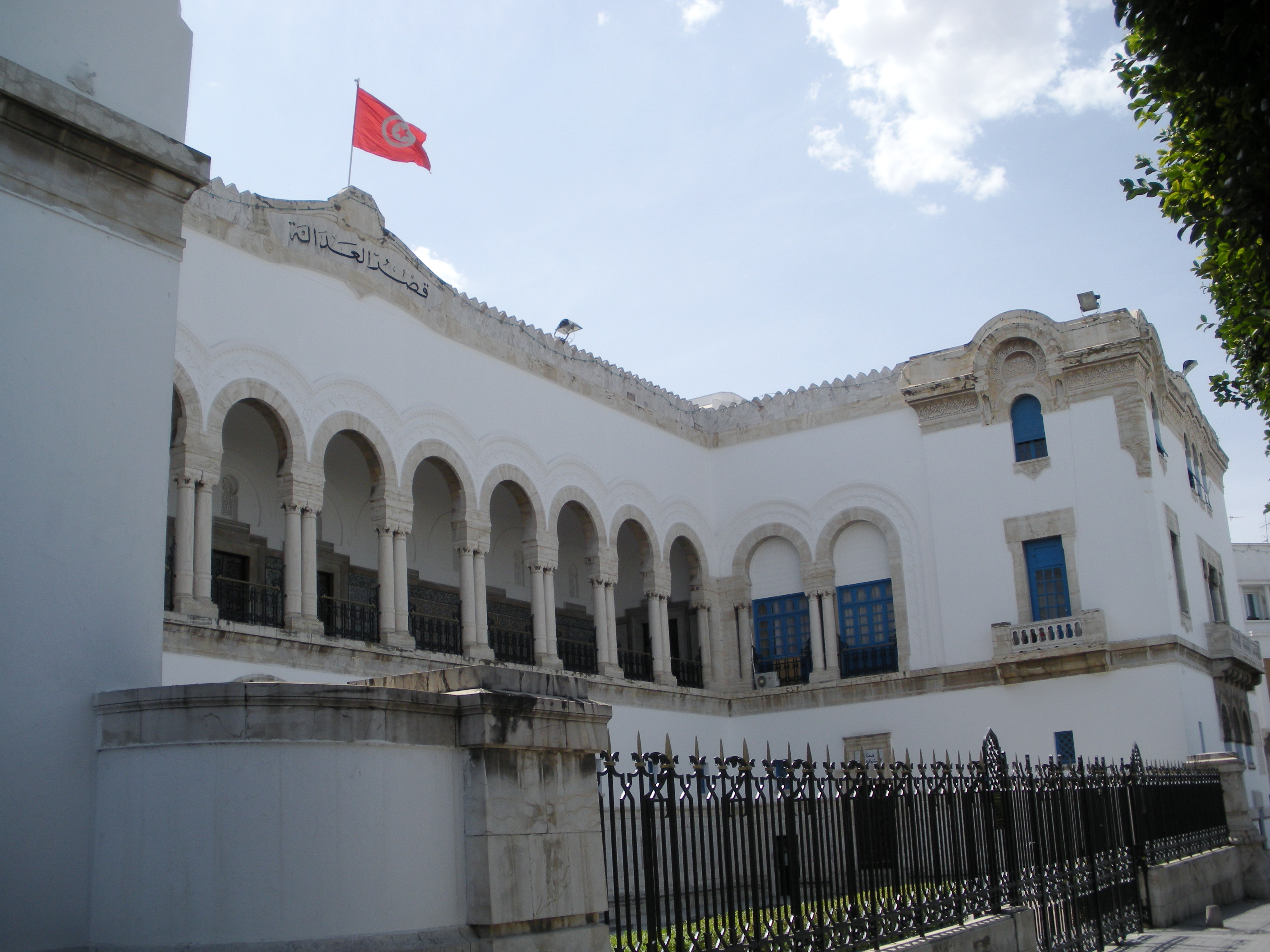
Palais de justice
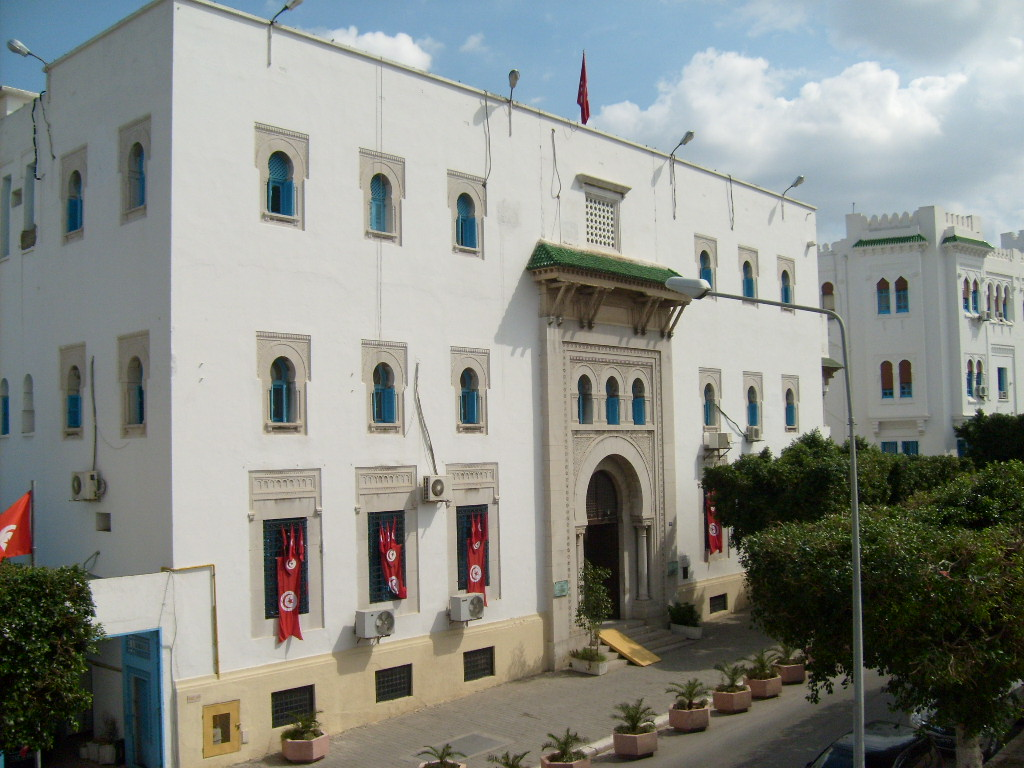
Ministère des Affaires religieuses
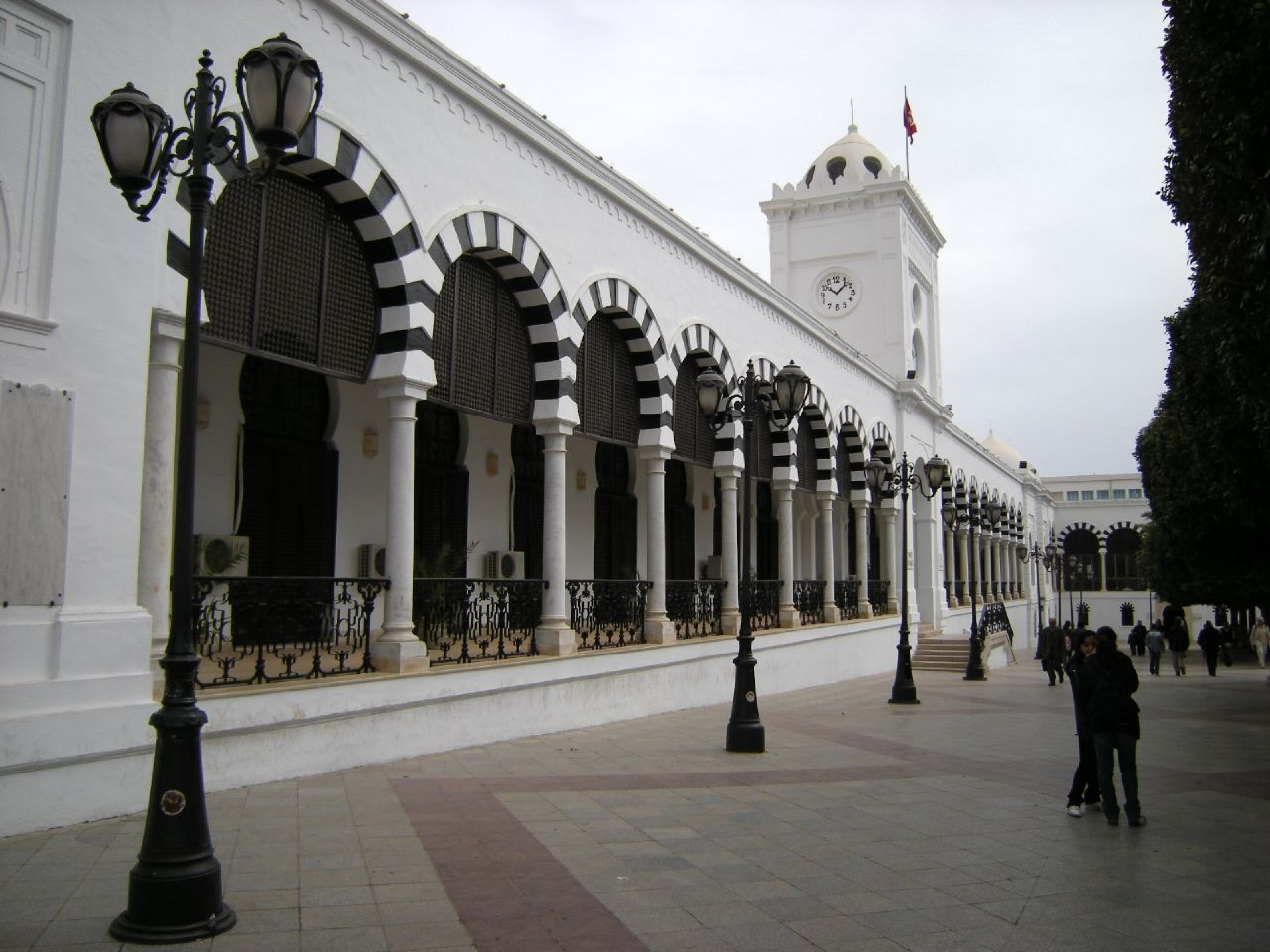
Ministère des Finances
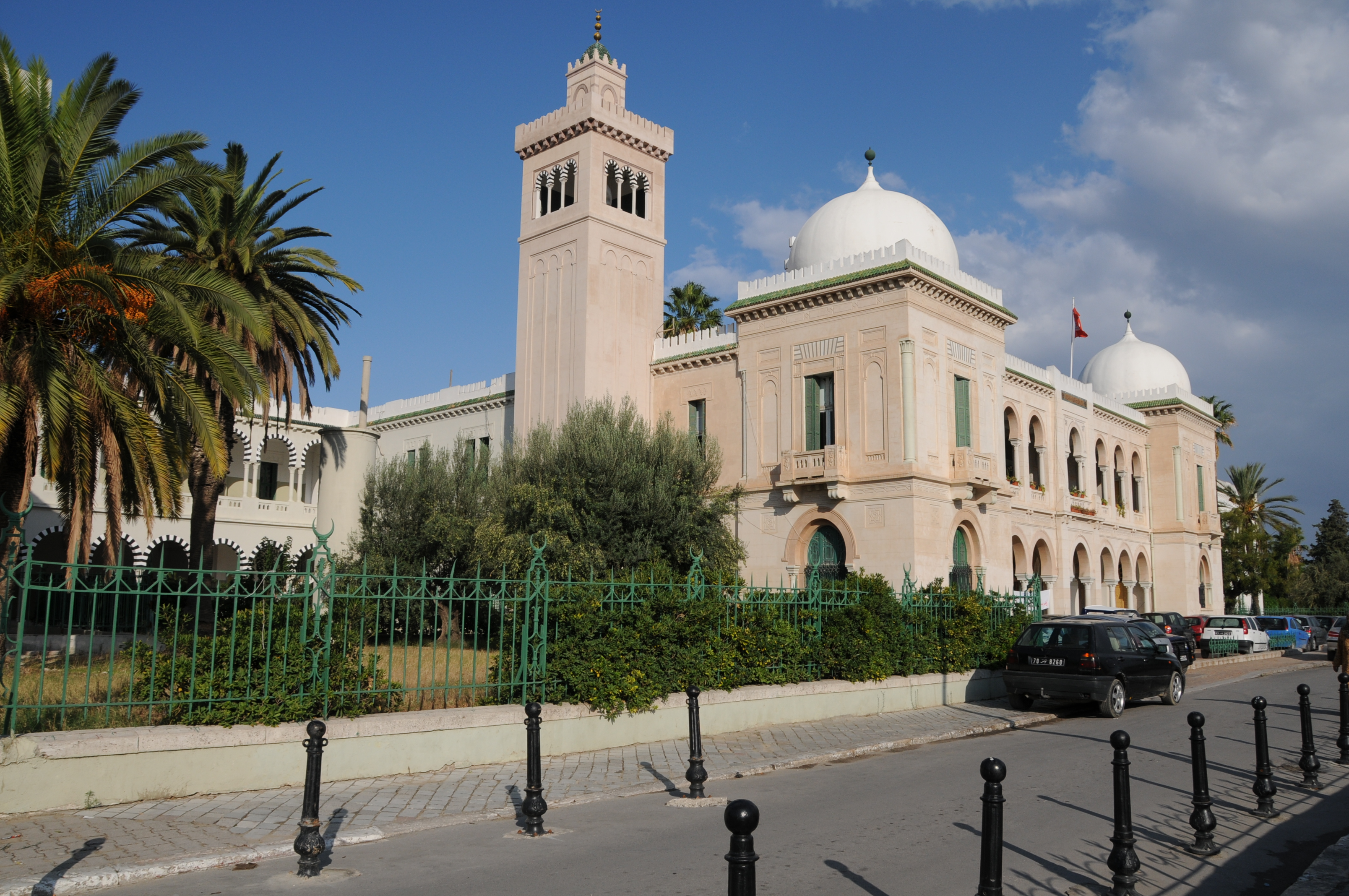
Collège Sadiki
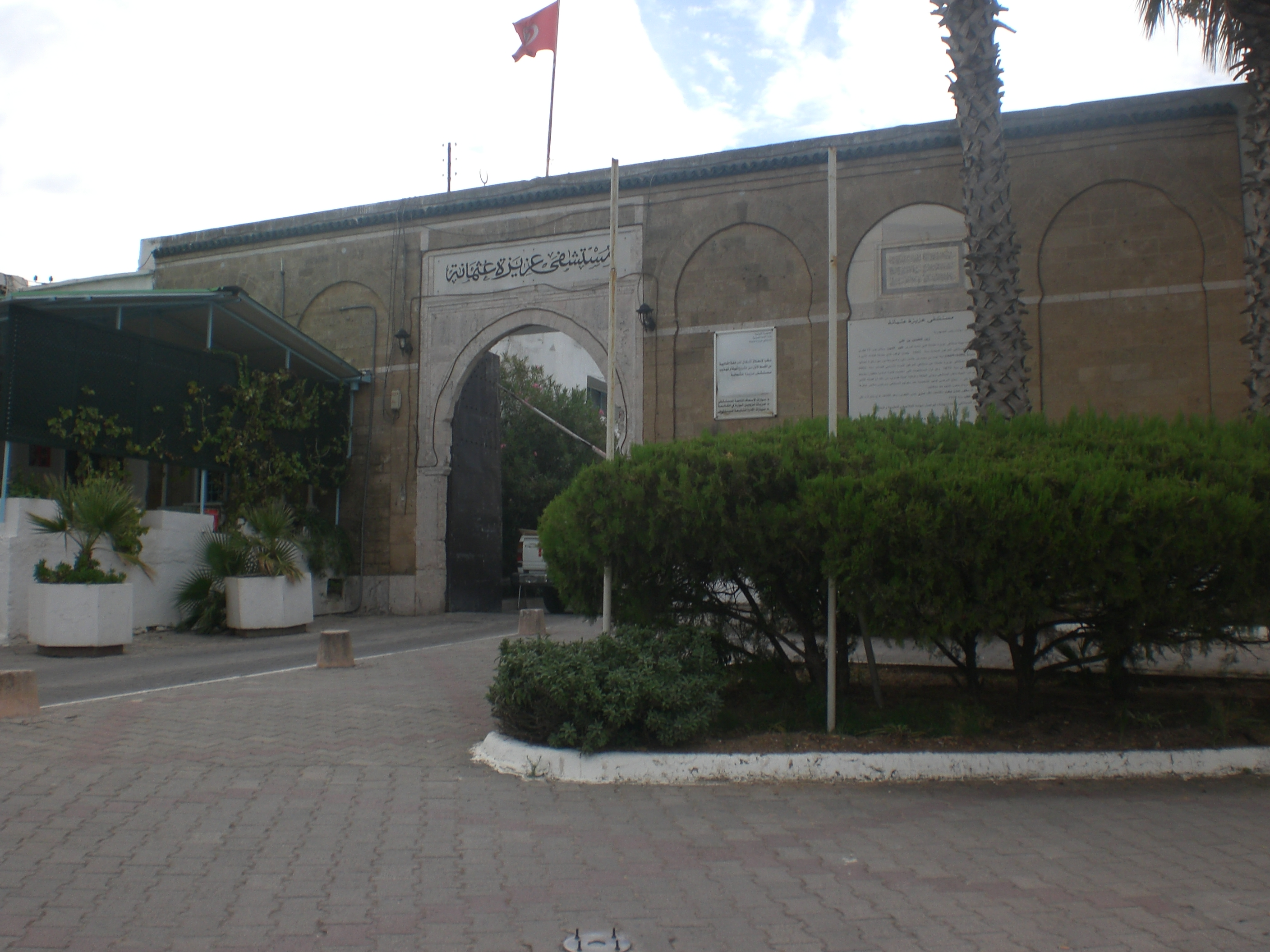
Hôpital Aziza-Othmana
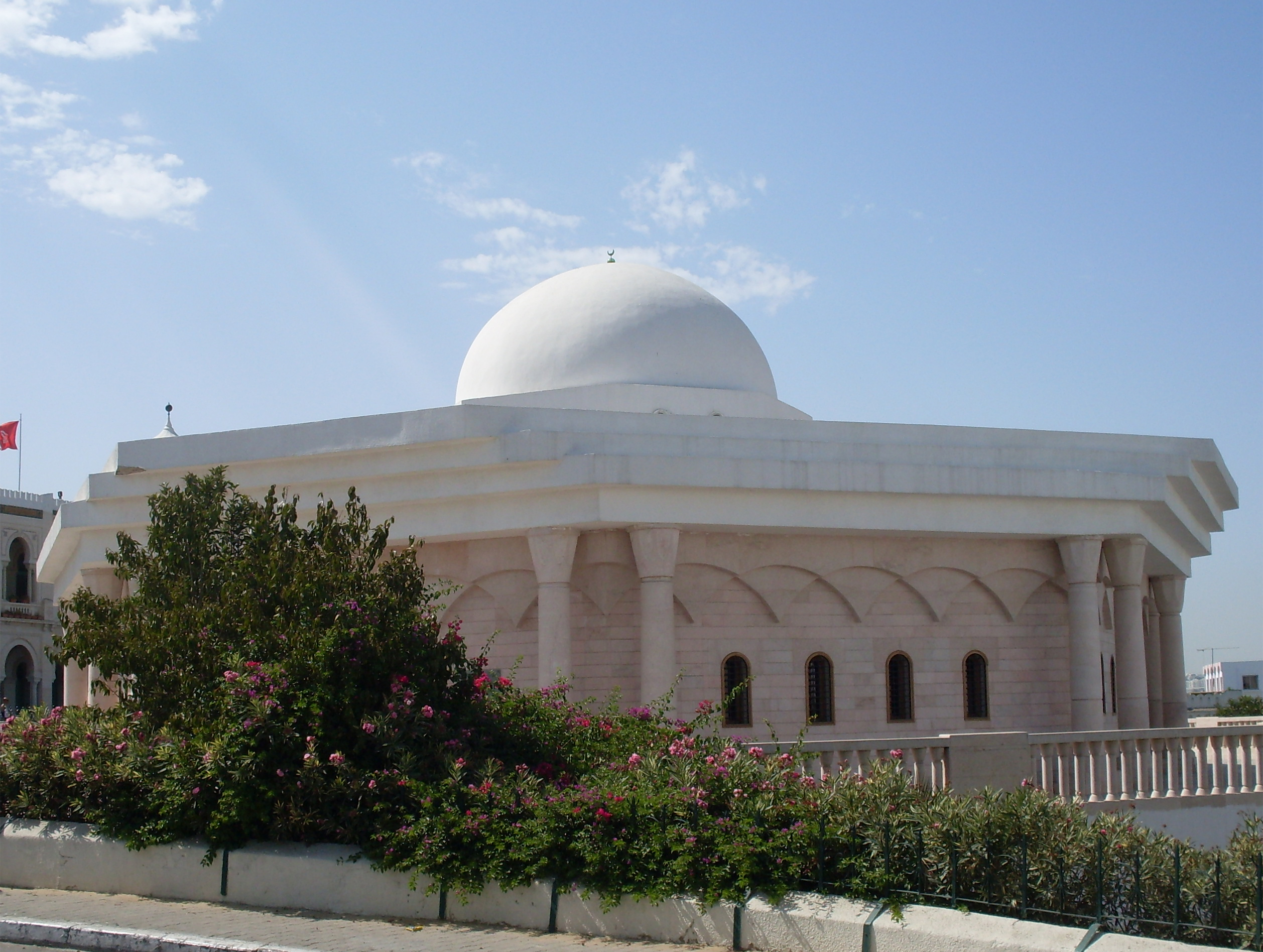
Mausolée Farhad-Hached